# 하이난섬땃쥐
하이난섬땃쥐(Crocidura wuchihensis)는 땃쥐과에 속하는 포유류의 일종이다. 중국과 베트남의 토착종이다.

## 분포 및 서식지
하이난섬땃쥐는 중국 하이난섬과 베트남 북부 떠이꼰링 II 산에 분포한다. 정확한 분포 지역은 정확히 알려져 있지 않지만 해발 1,300m와 1,500m 사이의 숲에서 발견된다.